# دواین هیکمن
دواین برنارد هیکمن (Dwayne Bernard Hickman زادهٔ ۱۸ مهٔ ۱۹۳۴ – درگذشتهٔ ۹ ژانویهٔ ۲۰۲۲) بازیگر، مجری تلویزیون، تهیه‌کننده فیلم و کارگردان اهل آمریکا بود. که به‌عنوان مدیر اجرایی در سی‌بی‌اس کار می‌کرد و به‌عنوان یک دوبلور نیز برای مدت کوتاهی صداپیشگی کرد. هیکمن چاک مک‌دونالد، برادرزاده نوجوان دختر دیوانه باب کالینز را در نمایش باب کامینگز در دهه ۱۹۵۰ و شخصیت اصلی سریال طنز دهه ۱۹۶۰ عشق‌های فراوان دابی گیلیس را به تصویر کشید. او برادر کوچکتر بازیگر داریل هیکمن بود که با او روی پرده ظاهر شد. پس از بازنشستگی، او وقت خود را به کشیدن نقاشی‌های شخصی اختصاص داد.

## اوایل زندگی
هیکمن در لس آنجلس متولد شد، در ۱۸ مه ۱۹۳۴، هیکمن برادر کوچکتر بازیگر کودک داریل هیکمن و برادر بزرگتر دیدره هیکمن بود. پدرش، میلتون، بیمه می‌فروخت و مادرش، کاترین لوئیز (با نام خانوادگی اوسترتاگ)، خانه‌دار بود. پدربزرگ مادری او، لوئیس هنری اوسترتاگ، یک دریانورد نیروی دریایی ایالات متحده در کشتی گل سرسبد جورج دیویی ، رزمناو USS Olympia (C-6) بود و در نبرد خلیج مانیل در ۱ مه ۱۸۹۸ حضور داشت. مدال Deweyتوسط قانون کنگره اعطا شد. هیکمن در سال ۱۹۵۲ از دبیرستان کلیسای جامع فارغ‌التحصیل شد و قصد داشت کشیش پاسیونیست شود، اما در نهایت تصمیم گرفت که کشیش نشود و در دانشگاه لویولا مریمونت تحصیل کرد.

## حرفه بازیگری
اولین حضور هیکمن در فیلم‌های «انگورهای خشم» (۱۹۳۹) و «مردان شهر پسران» (۱۹۴۱) بود که برادرش داریل در آن حضور داشت. دیگر حضورهای اولیه در سینما در کمدی گروه ما ملودی‌های قدیمی و جدید در سال ۱۹۴۲، کاپیتان ادی (۱۹۴۵)، هولوم سنت (۱۹۴۶)، و وفادار در مد من (۱۹۴۶) بودند.
در سال ۱۹۴۶، هیکمن در نقش چیس جوان در فیلم The Secret Heart با بازی کلودت کولبرت، والتر پیجون، لیونل بریمور و جون آلیسون بازی کرد.
هیکمن نقش‌های کوچک متفاوتی را در برخی از مجموعه هشت فیلم «زنگ زده» کلمبیا پیکچرز بازی کرد که دربارهٔ یک پسر و ژرمن شپرد شجاعش بود: بازگشت زنگ زده (۱۹۴۶)، برای عشق زنگ زده (۱۹۴۷)، پسر زنگ زده (۱۹۴۷)، My Dog Rusty (1948)، Rusty Leads the Way (1948)، Rusty's Birthday (1949) و Rusty Saves A Life (1949). Heaven Only Knows (۱۹۴۷) که در آن او ظاهر شد، باب کامینگز که نقش مهمی در حرفه هیکمن ایفا می‌کرد، بازی کرد. هیکمن همچنین در فیلم‌های «امور شوهرش» (۱۹۴۸)، «پسر با موهای سبز» (۱۹۴۸)، «خورشید طلوع می‌کند» (۱۹۴۹)، «میتی جو یانگ» (۱۹۴۹)، و «سال‌های شاد» (۱۹۵۰) ظاهر شد که دریل در آن بازی کرد. در دوران نوجوانی، دواین و داریل در سال ۱۹۵۰ در یک قسمت از تکاور تنها با عنوان «دو قفسه طلا» به عنوان مهمان بازی کردند.
هیکمن چند سال دیگر بر روی تحصیلات خود متمرکز شد، سپس با حضور در مدافع عمومی، نمایش لورتا یانگ، تئاتر ویدیویی لوکس و واترفرانت به بازیگری بازگشت. در سال ۱۹۵۵، دواین در یکی دیگر از قسمت‌های رنجر تنها با عنوان "Sunstroke Mesa" ظاهر شد.

### نمایش باب کامینگز
هیکمن به عنوان چاک در نمایش باب کامینگز از سال ۱۹۵۵ تا ۱۹۵۹ توجه زیادی به خود جلب کرد. در آن زمان، او در Loyola Mary mount مشغول به تحصیل بود. هیکمن یکی از ستارگان اولیه ای بود که در این سریال شخصیتی برونگرا داشت.
هیکمن کامینگز را یک قهرمان تلویزیونی دوران کودکی می‌دانست و گفته‌است که کامینگز هر آنچه را که در مورد بازیگری می‌داند به او آموخت. او در طول پنج فصل با کامینگز کار کرد و با او دوست بود.
زمانی که هنوز در برنامه باب کامینگز بود، هیکمن در برنامه‌های دیگری مانند ماجراهای اوزی و هریت و مردان آناپولیس (در کنار برادرش) به عنوان مهمان حضور داشت. او همچنین نقش قابل توجهی در فیلم Rally 'Round the Flag, Boys! (۱۹۵۸).

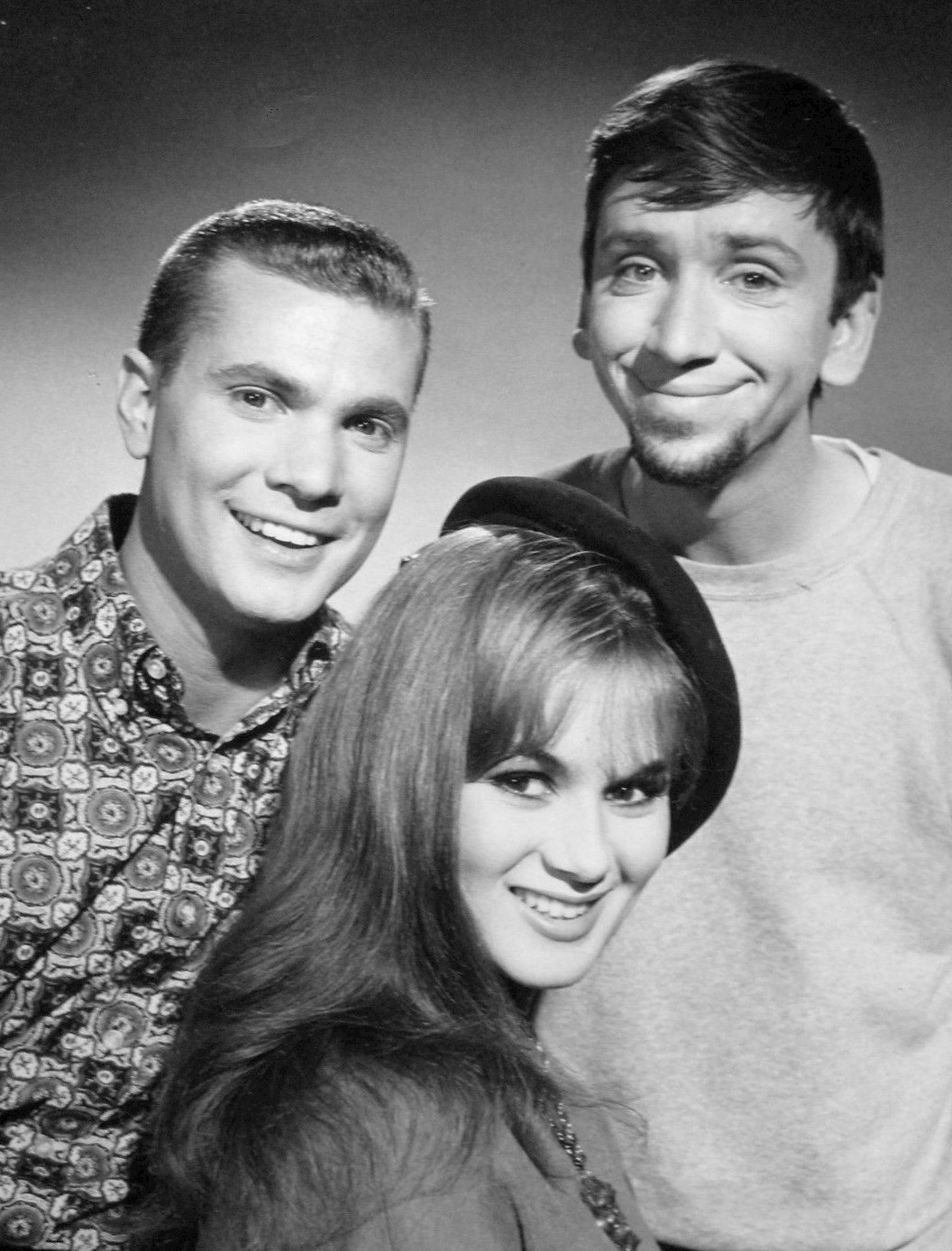
هیکمن به همراه باب دنور و دانیل دی متز در یک فیلم تبلیغاتی در سال ۱۹۶۰ برای Dobie Gillis

در سال ۱۹۵۸، هیکمن به عنوان بازیگر نقش اصلی سریال The Many Loves of Dobie Gillis  انتخاب شد که از سال ۱۹۵۹ تا ۱۹۶۳ پخش شد. در اولین نمایش، شخصیت دابی نوجوانی در دبیرستان بود و هیکمن در آن زمان ۲۵ ساله بود.
او به مدت چهار سال نقش دابی را بازی کرد (به همراه باب دنور، دانشجوی سابق لویولا، به عنوان دستیارش، مینارد جی. کربس).
در طول اجرای سریال، هیکمن صداپیشگی علاءالدین را در ۱۰۰۱ شبهای عربی (۱۹۵۹) انجام داد. در ۲۳ ژوئن ۱۹۶۰، هیکمن در نمایش فورد با بازی تنسی ارنی فورد ظاهر شد.

### پس از Dobie Gillis
وقتی Dobie Gillis تمام شد، هیکمن زمانی که برای چنین نقش‌هایی خیلی پیر بود، خود را در قالب یک «جوان» دید.
او و آنت فونیچلو در قسمتی از درام The Greatest Show on Earth با بازی جک پالانس با هم ظاهر شدند. او همچنین در روز ولنتاین، Vacation Playhouse و Wagon Train به عنوان مهمان حضور داشت.
در سال ۱۹۶۵، هیکمن در فیلم کمدی Cat Ballou با جین فوندا و لی ماروین ظاهر شد.

### تصاویر بین‌المللی آمریکایی
هیکمن قرارداد چند تصویری را با American International Pictures امضا کرد. برای آن استودیو او در Ski Party (1965) در کنار فرانکی آوالون بازی کرد. چگونه یک بیکینی وحشی را با Funicello پر کنیم (۱۹۶۵). و دکتر گلدفوت و ماشین بیکینی (۱۹۶۵) با آوالون و وینسنت پرایس. او همچنین در فیلم سرجنگ مرده (۱۹۶۵) نقشی کوتاه ساخت.

### حضور مهمان در تلویزیون
هیکمن در اپیزود Run Sheep Run در کمبات به عنوان سربازی که هنگام حمله توسط لانه مسلسل آلمانی یخ کرد ظاهر شد.
هیکمن در فیلم کمدی دکتر، تو باید شوخی کنی در سال ۱۹۶۷ نقش مکمل داشت!. او در سال ۱۹۶۷ در فیلم خلبان ما منهتن را بازی کرد، اما آن را انتخاب نکردند. Missy's Men هم نبود.
هیکمن به عنوان مهمان در Vacation Playhouse، Ironside , Insight، The Flying Nun , My Friend Tony , Wonderful World of Colors Walt Disney («سگ من، دزد»)، Mod Squad , Love، سبک آمریکایی، Karen , Kolchak: The Night استاکر، پری میسون و الری کویین. او مشهورترین نقش خود را در فیلم Whatever Happened to Dobie Gillis تکرار کرد؟، یک خلبان تک شات بود و در فیلم تلویزیونی فشار نیاور، وقتی آماده باشم شارژ خواهم کرد (۱۹۷۷) ظاهر شد.

## شغلی بعد
هیکمن آینده خود را در پشت صحنه و درگیر شدن در نقش‌های تولیدی یافت. از سال ۱۹۷۷ تا ۱۹۸۸، هیکمن به عنوان مدیر برنامه‌نویسی در CBS کار کرد. او برای یک فیلم کوتاه در فیلم تلویزیونی دبیرستان ایالات متحده آمریکا (۱۹۸۳) وقت گذاشت.
هیکمن در فیلم تلویزیونی Bring Me the Head of Dobie Gillis (1988) نقش دابی را تکرار کرد. زندگی‌نامه او برای همیشه دوبی نام دارد.
در اواخر دهه ۱۹۸۰، هیکمن به کارگردانی تلویزیون اپیزودیک روی آورد، قسمت‌هایی از دوئت، چارلز مسئول، خانه باز، طراحی زنان، زندگی را بدست آورید، رئیس کلاس، هری و هندرسون‌ها و خواهر، خواهر.
او هنوز هم گاهی اوقات بازیگری می‌کرد و در فیلم‌های Murder, She Wrote و A Night at the Roxbury (1998) ظاهر شد. او در سریال تلویزیونی Clueless نقشی نیمه منظم داشت.
او را می‌توان در فیلم‌های Surviving Gilligan's Island: The Incredibly True Story of the Longest Three Hour Tour in History و Angels with Angles (2005) دید.

## زندگی شخصی و مرگ
هیکمن سه بار ازدواج کرد. دو ازدواج اول او، با کارول کریستنسن و جوآن پاپیله، به طلاق ختم شد. او و همسر سومش جوآن رابرتز تا زمان مرگش با هم زندگی کردند. او دو پسر داشت، یکی از ازدواج اول و یکی از سومین.
هیکمن بر اثر عوارض بیماری پارکینسون در ۹ ژانویه ۲۰۲۲ در لس آنجلس در سن ۸۷ سالگی درگذشت.